# Gary Brooker
Gary Brooker, MBE, (29. května 1945 Londýn, Anglie – 19. února 2022, Surrey) byl britský zpěvák a klávesista. Byl členem skupiny The Paramounts. V roce 1967 spoluzaložil skupinu Procol Harum, se kterou hrál až do jejího rozpadu v roce 1977. Je autorem jednoho z největších hitů všech dob, skladby A Whiter Shade of Pale (1967). 
Od roku 1991 byl znovu členem Procol Harum až do své smrti. V roce 1999 se podílel na sólovém albu Iana McDonalda s názvem Drivers Eyes.

## Diskografie
Sólová alba
- 1979: No More Fear of Flying
- 1982: Lead Me to the Water
- 1985: Echoes in the Night
- 1996: Within Our House (koncertní album)